# Microchelifer lourencoi
Microchelifer lourencoi är en spindeldjursart som beskrevs av Jacqueline Heurtault 1983. Microchelifer lourencoi ingår i släktet Microchelifer och familjen tvåögonklokrypare. Inga underarter finns listade i Catalogue of Life.